# Friedrich Wilhelm Dörpfeld

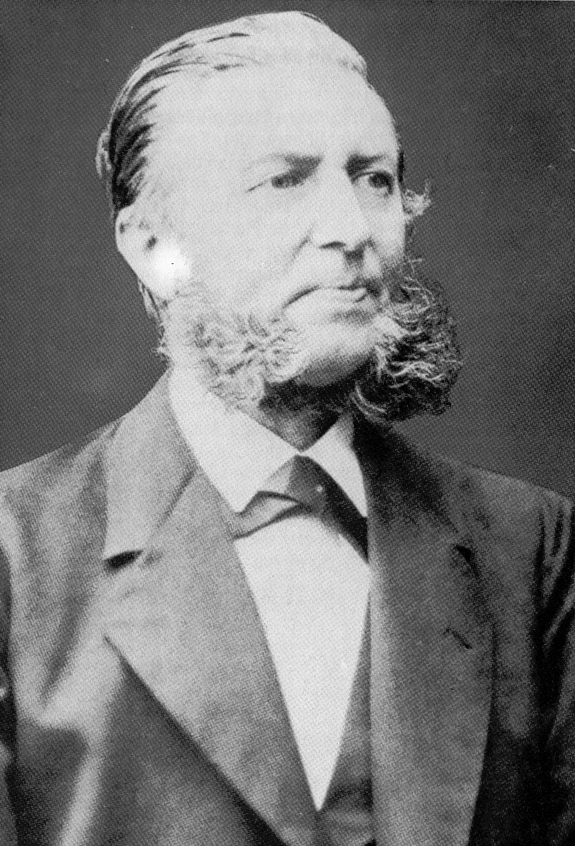
Friedrich Wilhelm Dörpfeld

Friedrich Wilhelm Dörpfeld (* 8. März 1824 in Sellscheid bei Wermelskirchen; † 27. Oktober 1893 in Ronsdorf, heute zu Wuppertal) war ein deutscher Pädagoge (Herbartianer). Er ist der Vater des Archäologen Wilhelm Dörpfeld sowie von Anna Carnap und Agnes von Rohden.

## Leben
Friedrich Wilhelm Dörpfeld wurde als Sohn eines Schmiedemeisters geboren. Nach seiner Schulzeit besuchte er das Lehrerseminar in Moers am Niederrhein, welches er als sogenannter Präparandenlehrer absolvierte. Sein erster pädagogischer Wirkungskreis war die Zahnsche Anstalt in Fild, eine private Knabenschule. Vier Jahre später wechselte er an die einklassige Volksschule Heidt in Heidt oder (frühere Schreibweise Heydt), einer kleinen Ortschaft in der Nähe von Ronsdorf. Nachdem im September 1848 die Stelle eines Hauptlehrers an der Lutherischen Pfarrschule in Wupperfeld (heute: Wuppertal-Barmen) vakant geworden war, berief der Wahlausschuss dieser Schule Friedrich Wilhelm Dörpfeld 1849 zum Hauptlehrer und wenige Jahre später zum Rektor.
1857 gründete Dörpfeld das Evangelische Schulblatt. Er engagierte sich auch bei der Gründung und Leitung des Vereins evangelischer Lehrer und Schulfreunde in Rheinland und Westfalen, beim Deutschen Evangelischen Schulverein und bei den sogenannten Bibelkonferenzen für Lehrer. Theologisch wusste er sich dem Pietismus verbunden, schloss sich allerdings keiner der verschiedenen Richtungen verbindlich an. 1880 trat Dörpfeld in den Ruhestand und verzog zunächst nach Gerresheim bei Düsseldorf. Nach der Heirat seiner Tochter Anna mit dem Kaufmann Joh. Sebulon Carnap zog er mit der jungen Familie 1887 nach Wuppertal-Ronsdorf, wo er 1893 nach längerer Krankheit verstarb.

## Bedeutung
Dörpfeld war ein Volksschullehrer, der vor allem für sich selbst verwaltende Schulgemeinden und eine organisierte Lehrerbildung sowie die Herausarbeitung von Lehrplänen eintrat. Der von Johann Friedrich Herbart geprägte Dörpfeld wirkte unter anderem auf Franz Ludwig Zahn und die von diesem begründete Moerser Präparandenanstalt.
Dörpfeld hat ein Allgemeinbildungskonzept entwickelt, in dem Gesellschaftskunde, Naturkunde und religiöse Bildung vereint wurden. Er hat als erster Autor nicht nur einen konsequenten Schwerpunkt bei den Realien gesetzt, sondern auch dafür als erster die Fachbezeichnung Sachunterricht verwendet.
In Ronsdorf ist eine Schule und eine Straße nach ihm benannt, die in Richtung Heidt hinaus führt. Auch in Düsseldorf-Gerresheim trägt eine Straße seinen Namen.

## Werke
- Die freie Schulgemeinde und ihre Anstalten auf dem Boden der Freien Kirche im freien Staate. Beiträge zur Theorie des Schulwesens von Friedrich Wilhelm Dörpfeld, Hauptlehrer an der luth. Schule zu Wupperfelde in Barmen. (Herausgeber des Evang. Schulblattes.) Gütersloh, 1863. Druck und Verlag von C. Bertelsmann. XV, 346 S. (Digitalisat)
- Die Gesellschaftskunde – eine notwendige Ergänzung des Geschichtsunterrichts, 1889.
- Repetitorium der Gesellschaftskunde zur Ergänzung des Geschichtsunterrichts, Bertelsmann, Gütersloh 1899 (Digitalisat)
- Gesammelte Schriften. 12 Bände. Gütersloh, C.Bertelsmann, 1895f.
- Die drei Grundgebrechen der hergebrachten Schulverfassungen nebst bestimmten Vorschlägen zu ihrer Reform (Klinkhardts pädagogische Quellentexte), Klinkhardt, Bad Heilbrunn 1961.
- Schriften zur Theorie des Lehrplans, hg. von Albert Reble (Klinkhardts pädagogische Quellentexte), Klinkhardt, Bad Heilbrunn 1962.
- Ausgewählte pädagogische Schriften, besorgt von Albert Reble (Schöninghs Sammlung pädagogischer Schriften: Quellen zur Geschichte der Pädagogik), Schöningh, Paderborn 1963.